# Félix Kassowitz
« Kasso » redirige ici. Pour l’article homophone, voir Casso.
Pour les articles homonymes, voir Kassovitz.
Dans le nom hongrois Kassowitz Félix, le nom de famille précède le prénom, mais cet article utilise l’ordre habituel en français Félix Kassowitz, où le prénom précède le nom.
 (août 2018).
Si vous disposez d'ouvrages ou d'articles de référence ou si vous connaissez des sites web de qualité traitant du thème abordé ici, merci de compléter l'article en donnant les références utiles à sa vérifiabilité et en les liant à la section « Notes et références ».
Félix Kassowitz, dit Kasso est un graphiste, caricaturiste et affichiste hongrois, né le 17 mai 1907 à Vienne et mort le 13 avril 1983 à Budapest. Il est connu pour ses dessins dans l'hebdomadaire satirique Ludas Matyi mais également ses affiches publicitaires. Il est le père de Peter Kassovitz et le grand-père de Mathieu Kassovitz.

## Biographie
Destiné à une carrière commerciale, Félix Kassowitz devient finalement dactylographe au sein de rédactions de presse. Il séjourne entre 1930 et 1932 à Paris, où il travaille comme caricaturiste pour Le Rire, Marianne, Le Petit Journal ou encore L'Intransigeant. À son retour à Budapest, il réalise des illustrations pour le Vasárnapi Ujság. Au milieu des années 1930, il devient avec Gyula Macskássy l'un des pionniers du film d'animation hongrois, notamment dans le domaine publicitaire. Membre du milieu d'Avant-garde budapestois, il a alors pour collègues György Szénásy et János Halász, fréquente les artistes de Szentendre, tels Jenő Barcsay et Dezső Korniss, mais également pour amis Lajos Vajda et Endre Bálint.
Durant la Seconde Guerre mondiale, il est interné en camp de travail en 1943, puis déporté avec sa femme en raison de leurs origines juives. Survivant de l'Holocauste, le couple revient ensuite à Budapest où Félix Kassowitz adhère au Parti des travailleurs hongrois. À la fin des années 1940, il intègre l'équipe des revues Ludas Matyi et Képes Hét mais ses illustrations paraissent également dans les journaux Füles, Népszabadság, Szabad Száj et Tükör.
En 1956, il quitte le parti unique communiste et ne se consacre alors plus qu'au dessin. Son recueil de caricatures Dessins de Kasso est publié en 1957, tandis qu'il se réoriente vers la réalisation d'affiches publicitaires à partir des années 1960.